# Saint-Pierremont (Vosges)
Saint-Pierremont és un municipi francès, situat al departament dels Vosges i a la regió del Gran Est. L'any 2007 tenia 158 habitants.

## Demografia

### Població
El 2007 la població de fet de Saint-Pierremont era de 158 persones. Hi havia 64 famílies, de les quals 16 eren unipersonals (4 homes vivint sols i 12 dones vivint soles), 24 parelles sense fills, 20 parelles amb fills i 4 famílies monoparentals amb fills.
La població ha evolucionat segons el següent gràfic:
Habitants censats

### Habitatges
El 2007 hi havia 68 habitatges, 65 eren l'habitatge principal de la família i 3 estaven desocupats. 59 eren cases i 9 eren apartaments. Dels 65 habitatges principals, 47 estaven ocupats pels seus propietaris, 14 estaven llogats i ocupats pels llogaters i 4 estaven cedits a títol gratuït; 1 tenia una cambra, 2 en tenien dues, 5 en tenien tres, 16 en tenien quatre i 41 en tenien cinc o més. 52 habitatges disposaven pel capbaix d'una plaça de pàrquing. A 30 habitatges hi havia un automòbil i a 30 n'hi havia dos o més.

### Piràmide de població
La piràmide de població per edats i sexe el 2009 era:
| Homes | Edats   | Dones |
| ----- | ------- | ----- |
| 0     | 95 o +  | 0     |
| 0     | 90 a 94 | 0     |
| 8     | 85 a 89 | 0     |
| 0     | 80 a 84 | 4     |
| 4     | 75 a 79 | 12    |
| 0     | 70 a 74 | 0     |
| 0     | 65 a 69 | 0     |
| 0     | 60 a 64 | 0     |
| 4     | 55 a 59 | 0     |
| 16    | 50 a 54 | 8     |
| 8     | 45 a 49 | 8     |
| 0     | 40 a 44 | 4     |
| 8     | 35 a 39 | 8     |
| 0     | 30 a 34 | 0     |
| 4     | 25 a 29 | 4     |
| 4     | 20 a 24 | 8     |
| 12    | 15 a 19 | 8     |
| 0     | 10 a 14 | 4     |
| 8     | 5 a 9   | 4     |
| 0     | 0 a 4   | 8     |

## Economia
El 2007 la població en edat de treballar era de 101 persones, 76 eren actives i 25 eren inactives. De les 76 persones actives 66 estaven ocupades (39 homes i 27 dones) i 10 estaven aturades (3 homes i 7 dones). De les 25 persones inactives 13 estaven jubilades, 7 estaven estudiant i 5 estaven classificades com a «altres inactius».

### Ingressos
El 2009 a Saint-Pierremont hi havia 60 unitats fiscals que integraven 152 persones, la mediana anual d'ingressos fiscals per persona era de 16.349 €.

### Activitats econòmiques
Dels 6 establiments que hi havia el 2007, 1 era d'una empresa de construcció, 1 d'una empresa de comerç i reparació d'automòbils, 1 d'una empresa d'hostatgeria i restauració, 1 d'una empresa immobiliària i 2 d'empreses classificades com a «altres activitats de serveis».
Dels 4 establiments de servei als particulars que hi havia el 2009, 1 era una funerària, 1 taller de reparació d'automòbils i de material agrícola, 1 lampisteria i 1 perruqueria.
L'any 2000 a Saint-Pierremont hi havia 5 explotacions agrícoles.

## Equipaments sanitaris i escolars
El 2009 hi havia una escola elemental integrada dins d'un grup escolar amb les comunes properes formant una escola dispersa.

## Poblacions més properes
El següent diagrama mostra les poblacions més properes.